# فوزي كريم
فوزي كريم الطائي (1945 - 17 مايو 2019) شاعر ورسام وصحفي عراقي. ولد في بغداد. خرّيج قسم اللغة العربية في كلية الآداب من جامعة بغداد عام 1967. ثم هاجر على الأثر إلى بيروت عام 1969. عاد إلى بغداد عام 1972 ثم غادرها ثانية عام 1978 إلى لندن، وحصل على الجنسية البريطانية وتوفي فيها بلندن عن عمر ناهز 74 عام. له 22 مجموعة شعرية، كما نشر أكثر من 18 كتاب في النقد والقصة والموسيقى.

## سيرته
ولد فوزي كريم طعمة الطائي سنة 1945م/ 1365 هـ في بغداد. تخرّج في كلية الآداب بجامعة بغداد قسم اللغة العربية في 1967. عمل مدرساً لعدة أشهر بعد تخرجه، ثم تفرغ لنشاطه الأدبي والفني الخاص، وكتاباته الحرة في الصحافة العربية. قام برئاسة تحرير مجلة البديل التي تصدرها رابطة الكتاب والأدباء العراقيين، وهو إلى جانب ذلك يصدر مجلة خاصة بالشعر في لندن بعنوان اللحظة الشعرية.

عاش في بيروت بين سنتي 1969 - 1972 ثم عاد إلى بغداد، وتركها ثانيةً عام 1979 متوجهًا إلى لندن حيث استفر حتى وفاته في 17 مايو 2019. وقد ناهز الـ 74 عام، وذلك جراء مضاعفات مرضية ألمت به.

## شعره
يعد واحدا من كبار الشعراء في الوطن العربي، وأحد أبرز شعراء العراق في حقبة الستينات.
صدرت له 22 مجموعة شعرية، بعضها مختارات صادرة بالإنجليزية والإيطالية والفرنسية والسويدية. كما نشر أكثر من 18 كتاب في النقد والقصة والموسيقى.

## حياته الشخصية
تزوج في لندن بمطلع الثمانينيات وله ولدان: سامر وباسل.

## مؤلفاته
من مجموعاته الشعرية:
- حيث تبدأ الأشياء، 1968
- ارفع يدي احتجاجا، 1972
- جنون من حجر، 1977
- عثرات الطائر، 1983
- مكائد آدم، 1991
- لا نرث الأرض، 1988
- قارات الأوبئة، 1995
- قصائد مختارة، 1995
- قصائد من جزيرة مهجورة، نشرت ضمن الأعمال الشعرية 2000 التي صدرت في جزأين عن دار المدى عا 2001
- السنوات اللقيطة، 2003
- آخر الغجر، 2005
- ليلُ أبي العلاء

ومن تآليفه غير شعرية:
- من الغربة حتى وعي الغربة
- أدمون صبري: دراسة ومختارات
- مدينة النحاس، 1995
- ثياب الإمبراطور: الشعر ومرايا الحداثة الخادعة، 2000
- العودة إلى گاردينيا، 2004]])، كتاب "يوميات نهاية الكابو،2004
- تهافت الستينيين: أهواء المثقف ومخاطر الفعل السياسي، 2006
- الفضائل الموسيقية في أجزاء أربعة: عن «الموسيقى والشعر» (صدر عن دار المدى 2002)، و«الموسيقى والرسم»، «الموسيقى والفلسفة» و«الموسيقى والتصوف».